# Illice roseiceps
Illice roseiceps là một loài bướm đêm thuộc phân họ Arctiinae, họ Erebidae.